# 哈瓦拉匯兌系統
哈瓦拉匯兌系統 （حِوالة，英文拼寫為Hawala或hewala ）意為"轉移"，或有時指"信任" ），此名詞源於印度的havala（हवाला），在波斯語中也稱為 ，索馬利語則稱為或，是一種流行的非正式價值轉移系統。它建立在龐大匯款經紀人（稱為hawaladars）的績效和信譽之上。這些經紀人在傳統銀行、金融管道和匯款系統之外運作，或與這些系統平行運作。這個系統最少需要兩名hawaladar處理"交易" （但並不涉及現金或電匯的實際移動）。雖說hawaladar遍布各地，但他們主要是集中在中東、北非、非洲之角和印度次大陸。哈瓦拉匯兌系統雖然遵循伊斯蘭傳統，但它的使用範圍並不侷限於穆斯林群體之間。

## 源起
哈瓦拉匯兌系統起源於印度。兩位作者 - Matthias Schramm和Markus Taube於2003年在他們名為"Evolution and institutional foundation of the hawala financial system"的文字作品中將哈瓦拉匯兌系統作為一個法律概念予以闡述，並提出有證據顯示這個系統至少在公元1327年即已存在。
有人推測哈瓦拉本身已影響普通法和民法中代理概念的發展，例如法國法律中的aval、葡萄牙法律中的aval以及義大利法律中的avallo。Aval和avallo這兩名詞與哈瓦拉有相似之處，且義大利城市與穆斯林世界之間曾經存在密集的貿易背景，暗示其間或有聯繫。債務轉讓在"羅馬法中未受到允許，但在中世紀歐洲，特別是在商業交易中，卻受廣泛運用"，這可能就是借鑑哈瓦拉。代理是"羅馬法中一個未知的制度"，因為其中沒"個人可作為他人的代理人，代表他人訂立具有約束力的合約"。另一方面，伊斯蘭法和後來的普通法則"在接受代理作為其合約和一般義務領域的制度方面，並任何困難"。然而關於哈瓦拉源於伊斯蘭的說法後來受到土耳其法學家Ali Ekber Cinar的挑戰。 

## 規範
負責反恐和執行反洗錢法律的國際組織在2001年九一一襲擊事件後，將工作重心放在識別哈瓦拉及其他匯款系統內的問題。於2002年5月舉行的第一次哈瓦拉國際會議發佈《哈瓦拉及其他匯款系統的監管框架（Regulatory Frameworks for Hawala and Other Remittance Systems）》。國際貨幣基金組織（IMF）也在框架中推出一個章節，主要是探討非正式價值轉移系統。根據IMF的說法，由於某些地區金融服務不完善，當地居民高度依賴非正式的資金轉移系統，而使得這些所在地國家在宏觀經濟層面有難以監控的部分。這些非正式的價值轉移系統普遍具備匿名性，且缺乏監管或官方審查。因此，它們可能容易被犯罪組織利用，進行洗錢和恐怖份子籌資活動等。

## 程序
在此匯款系統最基本的類型中，資金透過哈瓦拉經紀人的網絡進行轉移，而無需實際移動現金。根據以色列學者Sam Vaknin的說法，雖然有大型的hawaladar經營者，他們在許多國家的城市擁有中間人網絡，但大多數hawaladar都是以哈瓦拉為副業或是兼職經營的小型企業。
哈瓦拉的通常運作流程如下：
1. 匯款： 匯款人將一筆錢交給一位稱為"匯出經紀人"的哈瓦拉代理商，請其匯給另一個城市（通常是在國外）的收款人。
2. 提供指示： 匯款人除金錢之外，還提供一個代碼或密碼（稱為"憑證"）給匯出經紀人。這個憑證是收款人領取款項的關鍵。
3. 告知憑證： 匯款人會將憑證告知收款人，可直接面告，也可透過其他管道，例如打電話或常用的電子訊息方式。
4. 啟動轉帳： 匯出經紀人會聯繫位於收款人所在地區的另一位哈瓦拉代理商，即"收款經紀人"。他們會告知收款經紀人需要轉移的金額，並提供收款人領取資金所需的憑證。
5. 收款： 收款人前往收款經紀人所在，後者通常在扣除一筆小額佣金後，將轉帳金額支付給收款人。
6. 信任機制： 哈瓦拉仰賴經紀人之間的信任系統。匯出經紀人積欠收款經紀人為收款人墊付的金額，由他們之間進行清算。這種信任是透過時間的累積和哈瓦拉網絡內既有的關係建立。由於缺乏正式文件，哈瓦拉交易非常依賴所涉經紀人的聲譽和可靠性。
7. 維護誠信： 哈瓦拉網絡透過仔細審核新經紀人，並嚴格遵守既定的規程和行為準則來確保誠信和信任。在網絡中的聲譽極重要，任何違反信任的行為都可能導致嚴重的後果，包括受到網絡驅逐。

哈瓦拉系統的獨特之處在於哈瓦拉經紀人之間不交換任何承諾性票據：交易完全建立在榮譽制度之上。由於這個系統不依賴於債權的法律執行，因此即使在缺乏法律和司法環境的情況下也能運作。信任和廣泛運用人脈是其和其他匯款系統的有別之處。哈瓦拉經紀人網絡通常建立在同一家族、村莊、氏族或族裔群體的成員身份之上，作弊會受到網絡開除和名譽上的懲處，這會導致違規者嚴重的經濟困難。
每筆獨立的交易都會產生非正式的紀錄，且經紀人之間會持續記錄彼此往來的金額。哈瓦拉經紀人之間的債務結算有多種形式（例如：商品、服務、房產、員工轉移等），不一定直接使用現金交易。
哈瓦拉經紀人除收取佣金外，通常還會利用規避官方匯率來賺取匯差。一般來說，資金以來源國貨幣進入系統，並以收款國貨幣離開系統。由於結算通常不涉及任何外匯交易，因此可採用彈性更大的非官方匯率。
哈瓦拉對使用者具有吸引力，因為它提供快速便捷的資金轉移服務，佣金通常會遠低於銀行的。當收款國實行不適當的匯率管制，或者收款國的銀行系統不發達時（例如在阿富汗、葉門和索馬利亞等地），其優勢最為顯著。此外，在世界某些地區，它是合法資金轉移的唯一選擇。哈瓦拉甚至被國際援助組織用於那些當地金融體系運作不佳，僅餘哈瓦拉為最有效率的資金轉移管道的地區。

## 區域變體
杜拜在數十年來一直都是全球哈瓦拉交易的重要樞紐。

### 南亞

#### 胡迪票據

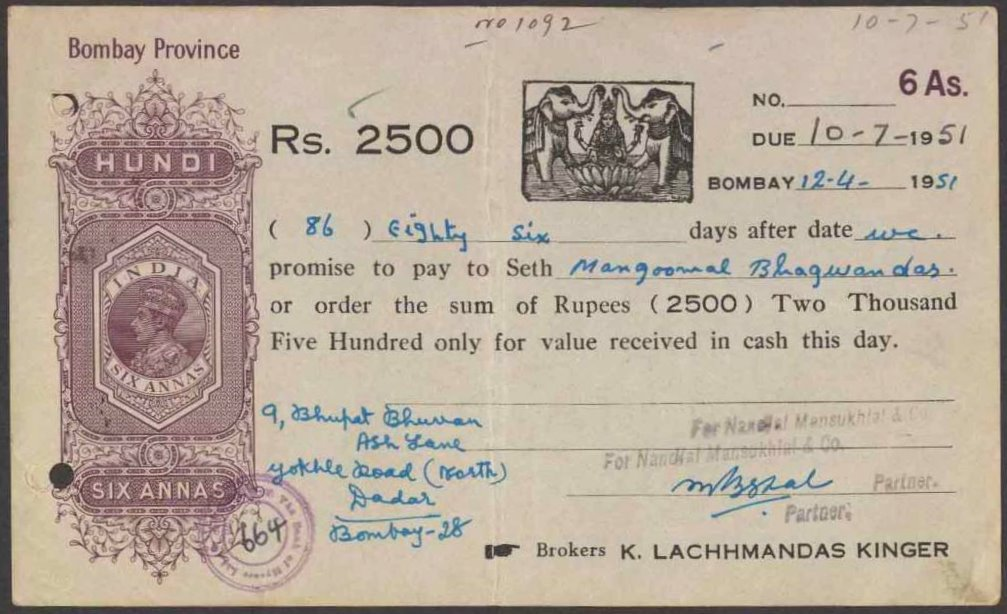
在中世紀即出現的胡迪票據，是一種匯兌系統工具。圖為一張1951年在孟買邦發行，金額為2500盧比的匯票，其上已有印製好、具有官方認證的印花稅票。

胡迪票據是一種在印度次大陸發展起來的金融工具，用於貿易和信貸交易。胡迪票據被用作從一個地方向另一個地方轉移資金的匯款工具，作為借款的信用工具或是借據（IOU），以及在貿易交易中作為匯票。印度儲備銀行（RBI）將胡迪票據描述為"一個人向另一個人發出的無條件書面指令，要求向指令中指定的人支付一定金額的款項"。

### 非洲之角
根據美國中央情報局（CIA）的說法，隨著索馬利亞正規銀行體系瓦解，許多非正式的資金轉移業者應運而生，將此空白填補。據估計，這些哈瓦拉經紀人現在每年負責向該國轉移高達16億美元的匯款，其中大部分來自在國外工作的索馬利亞人。這些資金對該國當地商業活動具有激勵的作用。

### 西非
發生於2012年發生的圖瓦雷克叛亂，導致馬利北部的官方資金轉移服務停擺幾個月。當時出現的就是仿照哈瓦拉系統運作的管道來應對。